# Кацевич, Семён Михайлович
Семён Михайлович Кацевич (8 января 1926 — 19 декабря 2003) — советский и украинский художник, член Союза художников Украины (с 1993 года).

## Биография
Семён Кацевич родился 8 января 1926 года в Баку, АзССР. Участвовал в боях Великой Отечественной войны. С 1947 по 1952 год учился в Харьковском художественном училище по классу Б. И. Вакса и Н. С. Слипченко, также учился в Москве у Б. С. Отарова. С 1952 по 1992 год работал монументалистом Харьковского художественно-производственного комбината.
С 1973 года его работы демонстрировались на республиканских, всеукраинских, всесоюзных, международных и зарубежных выставках. Дважды проводились персональные выставки в Харькове: в 1992 и 2002 годах. В 1993 году был принят в Союз художников Украины.
Творчество Кацевича носит постмодернистское направление, характерна динамичность и экспрессивность цвета, абстрактность. Семён Кацевич использовал преимущественно сочетание серого и голубого или красного и коричневого цветов. Отдельные работы хранятся в Сумском и Харьковском художественных музеях.
Умер Семён Кацевич 19 декабря 2003 года в Харькове.

## Работы
- «Над морем» (1961);
- «Блакитна річка» (1977);
- «Сонячний Гурзуф» (1979);
- «У вихорі танцю» (1980);
- «У Криму» (1981);
- «До вечірньої молитви», «У храмі» (обе — 1987);
- «Бесіда у дорозі» (1988);
- «Кришталевий острів» (1989);
- «Блакитна рапсодія», «Казка» (обе — 1990);
- «Суперниця» (1991);
- «Вечеря короля», «Аркан», «Посвята К. Сомову» (все — 1992);
- «Оглядини» (1993);
- «На балу» (1994);
- «До інших світів» (1996);
- «Рожеве зачарування» (1998);
- «Автопортрет», «Роздуми», «Геноцид» (все — 1999);
- «Орхідея», «Імпровізація (Кармен)», «Напруження» (все — 2000);
- «Дружина» (2003).